# NGC 1679

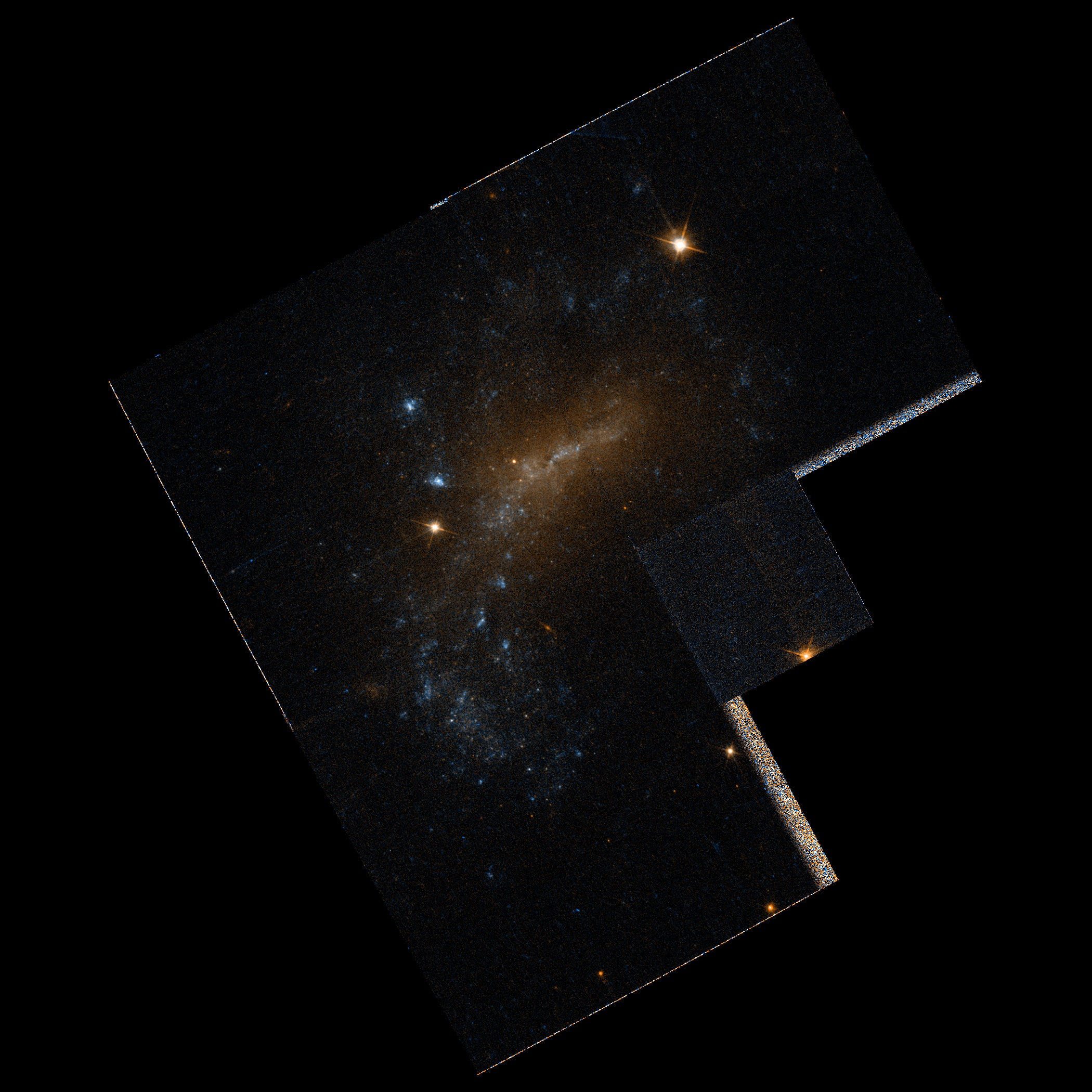
NGC 1679 par les télescope spatial Hubble.

NGC 1679 est une galaxie spirale barrée de type magellanique située dans la constellation du Burin. NGC 1679 a été découverte par l'astronome britannique John Herschel en 1835.

## Caractéristiques
Sa vitesse par rapport au fond diffus cosmologique est de 1 045 ± 2 km/s, ce qui correspond à une distance de Hubble de 15,41 ± 1,08 Mpc (∼50,3 millions d'al).
À ce jour, 13 mesures non basées sur le décalage vers le rouge (redshift) donnent une distance de 11,318 ± 2,184 Mpc (∼36,9 millions d'al), ce qui est tout juste à l'extérieur des valeurs de la distance de Hubble. Puisque cette galaxie est relativement rapprochée du Groupe local, il est probable que cette valeur soit plus près de la distance réelle de NGC 1679. Notons que c'est avec la valeur moyenne des mesures indépendantes, lorsqu'elles existent, que la base de données NASA/IPAC calcule le diamètre d'une galaxie.
La classe de luminosité de NGC 1679 est V-VI et elle présente une large raie HI.